# (38105) 1999 JB21
1999 JB21 (asteroide 38105) é um asteroide da cintura principal. Possui uma excentricidade de 0.13961660 e uma inclinação de 4.97161º.
Este asteroide foi descoberto no dia 10 de maio de 1999 por LINEAR em Socorro.